# Сватек, Олег
Олег Сватек (чеш. Oleg Svátek; 3 февраля 1888, Доморадице — 1 октября 1941, Прага) — чехословацкий бригадный генерал, участник Второй мировой войны.

## Биография
Родился в семье учителя Франтишека Сватека и его жены Юлианы (урожденной Ганзик) в Доморадице (ныне район города Високе-Мито). После учебы в кадетской школе в Вене в 1907 году поступил офицером на службу в австро-венгерскую армию.
В начале Первой мировой войны попал в плен к русским на восточном фронте в сентябре 1914 года будучи лейтенантом австро-венгерской армии. Вскоре вступил в Чехословацкий корпус и постепенно дослужился до звания подполковника русской армии. 
Вернулся в Чехословакию в 1920 году. После этого занимал различные командные должности в чехословацкой армии. В 1935—1938 гг. был командиром 12-й дивизии в Ужгороде. В марте 1939 года командовал обороной Закарпатской Руси от венгерских войск. В марте 1939 года, в самом начале немецкой оккупации, в качестве командира регионального военного командования Прага-Юго-Запад участвовал в создании военной подпольной организации движения сопротивления «Защита народа».
4 сентября 1941 года был арестован гестапо. 1 октября был казнен в казармах Рузине.